# Elifba

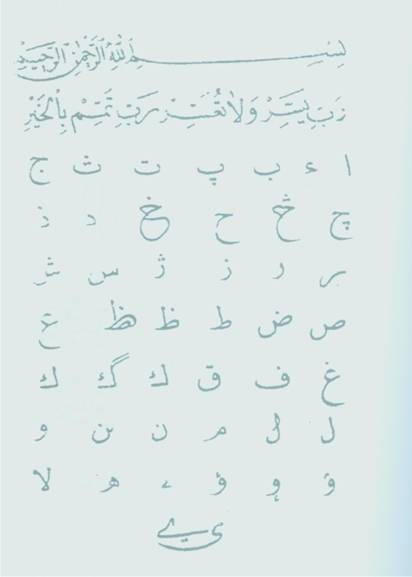
Das Elifbâ von Rexhep Voka (1911)

Die Elifba (albanisch Elifbaja, von osmanisch الفبا İA Elifbâ) war ein Schriftsystem der albanischen Sprache, das auf dem osmanisch-arabischen Alphabet basierte, welches wiederum auf dem persischen Alphabet fußte.

## Geschichte
Das arabischbasierte Alphabet der albanischen Sprache wurde vor allem von Muslimen, aber auch von Christen in der Zeit des Osmanischen Reiches (ab 14. Jahrhundert) verwendet, während orthodoxe Albaner die griechische oder kyrillische Schrift, und katholische Albaner die Lateinschrift verwendeten. Ein reichhaltiges Zeugnis der albanischen Literatur in osmanisch-persischer Schrift waren die Bejtes (von türkisch Beyte) der Bejtexhinj, einer im 18. und 19. Jahrhundert in Albanien und in der Tschameria verbreiteten Gattung von Dichtungen in Versform; kennzeichnend waren ein hoher Anteil an türkischen, persischen und arabischen Lehnwörtern (Turzismen).
1861 führte der spätere Lokalführer der Liga von Prizren, Daut Boriçi aus Shkodra, das erste Lehrbuch für die albanische Sprache in arabischer Schrift ein. Es wurde in Istanbul herausgegeben und unter einen Pseudonym veröffentlicht. Eine zweite Auflage wurde 1869 veröffentlicht. Ein drittes Sprachlehrbuch, das sich vom ersten unterschied, folgte 1881. Zu Lebzeiten nicht vervollständigen konnte Boriçi ein Grammatiklehrbuch und ein Wörterbuch Türkisch-Albanisch, wobei die osmanisch-türkische Sprache damals ebenfalls in arabischer Schrift geschrieben wurde und erst 1928 unter Staatsgründer Mustafa Kemal Atatürk das Lateinalphabet eingeführt wurde.
Im Jahre 1909 jedoch wurde auf dem Kongress von Monastir, einem Nationalistentreffen in Bitola, entgegen den Wünschen vieler orthodoxer, moslemischer, jungtürkisch gesinnter ebenso wie sultantreuer Albaner beschlossen, das primär von den Katholiken verwendete lateinische Istanbul-Alphabet einzuführen; daran beteiligt waren Gjergj Fishta und Midhat Frashëri. Vor allem die Jungtürken, von denen viele mit der albanischen Nationalbewegung sympathierten, wollten noch in den Jahren 1909 und 1910 das arabische Alphabet für die albanische Sprache beibehalten, da die Mehrheit der Albaner Muslime sind, und sie die Albaner als ganzes – egal ob Muslim oder Christ – als Brudervolk betrachteten bzw. mit ihnen sympathisierten. In Elbasan organisierten moslemische Geistliche eine Demonstration für die Wiedereinführung der arabischen Schrift und erklärten, dass die Verwendung der Lateinschrift einen zum Ungläubigen (qafiri) mache. Nachdem der bekannte türkische Journalist Hüseyin Cahit Yalçın, der dem Komitee für Einheit und Fortschritt nahestand, die Lateinschrift pries, sagte die osmanische Regierung der Einführung der Lateinschrift zu. Um die Unklarheiten bei der Aussprache der arabischen Schrift zu beseitigen, entwickelte der moslemische Gelehrte Rexhep Voka (1847–1917), welcher der albanischen Nationalbewegung nahestand, ein angepasstes arabisches Alphabet, bestehend aus 44 Konsonanten und Vokalen. Es wurde 1911 veröffentlicht. Tiranli Fazli verwendete zwar diese Schrift, um eine zweiunddreißigseitige Grammatik zu veröffentlichen. Nur eine albanische Zeitung jedoch erschien für eine kurze Zeit in arabischer Schrift. Noch im Jahre 1914 versuchte Essad Pascha Toptani erfolglos, das arabische Alphabet im Fürstentum Albanien wieder einzuführen.
Spätestens zu Zeiten des staatlich aufgezwungenen Atheismus während der kommunistischen Diktatur unter Enver Hoxha geriet die albanische Literatur in arabischer Schrift in Vergessenheit. Muslimische Vornamen wurden verboten, die Vielzahl der Dialekte (Gegisch und Toskisch) wurde vereinheitlicht, und aus dem albanischen Wortschatz wurden Wörter türkischen, persischen oder arabischen Ursprungs ausgemerzt und durch lateinische oder vermeintlich „illyrische“ ersetzt, wobei der Bezug der albanischen Sprache und Ethnie zu der antiken Sprache und den Stämmen der Illyrer spekulativ ist. Ein für das internationale Publikum bekannter Weggefährte Hoxhas, Ismail Kadare, bezeichnete das während der osmanischen Zeit mit arabischen Buchstaben geschriebene Erbe albanischer Dichtkunst als „homosexuelle und pädophile“ Literatur. Die generelle islamophobe Haltung Ismail Kadares wurde von verschiedenen Autoren kritisiert, so meinte Rexhep Qosja zu Kadares Aussprüchen: „Ta shtrojmë pyetjen, pse e bën këtë Ismail Kadareja? Pse shkruan libra me këtë tezë? Për hesap, për levërdi, për konjukturë, s’ka ndonjë arsye tjetër.“ (, deutsch: „Stellen wir die Frage auf, wieso Ismail Kadare das macht? Wieso schreibt er Bücher mit einer solchen These? Aus Kalkül, für Ruhm, es gibt keinen anderen Grund.“)